# Copivaleria
Copivaleria là một chi bướm đêm thuộc họ Noctuidae.

## Các loài
- Copivaleria grotei (Morrison, 1874)